# Пишляйка
Пишляйка — река в России, протекает в Тамбовской области. Правый приток реки Челновой.

## География
Река Пишляйка берёт начало у села Троицкая Вихляйка. Течёт в северо-восточном направлении. Устье реки находится у села Вирятино в 17,1 км по правому берегу реки Челновая. Длина реки составляет 19 км.

## Данные водного реестра
По данным государственного водного реестра России относится к Окскому бассейновому округу, водохозяйственный участок реки — Цна от города Тамбов и до устья, речной подбассейн реки — Мокша. Речной бассейн реки — Ока.
Код объекта в государственном водном реестре — 09010200312110000029096.